# غريغوري ستانتن
غريغوري ستانتن (بالإنجليزية: Gregory H. Stanton): مؤسسُ ورئيس مراقبة الإبادة الجماعية عام 1999، و مؤسس و مدير مشروع الإبادة الجماعية الكمبودي عام 1981، ومؤسسُ ورئيس الحملة الدولية لإنهاء الإبادة الجماعية عام 1999. هو نائبُ رئيس الجمعية الدولية لخبراء الإبادة الجماعية (2005 - 2007).

## الحياة المبكّرة والخلفية الأكاديمية
يعود نسب غريغوري ستانتن إلى إليزابيث كادي ستانتن ناشطة في حقوق النساء، وهنري بروستر ستانتن الزعيم المعادي للعبودية. اشترك غريغوري بشكل نشيط وفعال في حقوق الإنسان منذ الستّيناتِ:
- حين كَانَ عامل لحقوقِ التصويت في الميسيسيبي، عَملَ كمتطوع في كتائب السلام في ساحل العاج، وكمدير الخدمة العالمية الكنسيةَ في كمبوديا في 1980.
- كَانَ أستاذاً للقانونِ في جامعة واشنطن و لي و الجامعة الأمريكية وجامعة سوازيلاند.
- كان ستانتن أستاذِ جيمس فارمر لحقوقِ الإنسان في جامعة ماري واشنطن في فريدريكسبيرك في فرجينيا.
- عِنْدَهُ الدرجاتُ مِنْ كلية أوبرلين، و مدرسة اللاهوت في هارفارد، وكلية حقوق يايل، و حاصل على الدكتوراه في علم الإنسان الثقافي مِنْ جامعة شيكاغو.
- كَانَ عضو زميل في مركز وودرو ويلسون الدولي للعلماء (2001-2002).

## المهنة
خدم الدّكتور ستانتن في وزارة الخارجيةِ بين عامي (1992-1999)، حيث صاغَ قراراتَ مجلس الأمن التابع للامم المتحدةَ التي خَلقتْ محكمة الجزاء الدولية لرواندا، ولجنة تحقيق بوروندي. صاغَ قراراتَ عملياتِ حفظ السلام التابع للأمم المتحدةَ أيضاً التي ساعدتْ على وَضْع حدّ لحرب موزمبيق الأهليةِ.
في 1994، حاز ستانتن على جائزة دبليو أفيريل هاريمان المقدمة من جمعية خدمات الأجانب الأمريكية رفيعة المستوى على (المساهمات الإستثنائية لممارسةِ الدبلوماسيةِ التي تنم عن شجاعةً ثقافيةً) مستندة على معارضتِه للسياسة الأمريكيةِ المتعلقة بالإبادة الجماعية الروانديةِ. كَتبَ ورقةَ خياراتِ وزارة الخارجيةَ لتَقديم (الخمير الحمر) للعدالة في كمبوديا.
منذ تَرْكه لوزارة الخارجيةِ في 1999 لتأسيس مراقبة الإبادة الجماعيةِ، كان ستانتن مشغولاً جداً حتى النخاع في الأُمم المتّحدةِ - مفاوضات حكومية كمبودية التي خَلْقَت محكمةِ لتحاكم (الخمير الحمر). مِنْ 1999 - 2000، عَملَ كمدير مشارك أيضاً في مجموعة واشنطن للعملِ في المحكمة الجنائية الدولية.
قَبْلَ أَنْ ينضمَّ إلى وزارة الخارجيةِ، كان ستانتن مُستشار قانوني ل (روخ) حركة الاستقلالِ الأوكرانية.
عام 2007 أُنتُخب ستانتن رئيسَاً للجمعية الدولية لخبراء الإبادة الجماعية للخِدْمَة حتى 2009. و عَملَ كنائبِ الرئيس الأولِ في الجمعيةِ مِنْ 2005عام إلى عام 2007.

## منشورات
- موقع مراقبة الإبادة الجماعية الموقع في تحديث دائم لأخر المستجدات عن الإبادات الجماعية.
- The Eight Stages of Genocide: How Governments Can Tell When Genocide Is Coming and What They Can Do To Stop It (forthcoming, Woodrow Wilson Center Press) كتاب عن كيفية إيقاف الإبادات الجماعية.

## وصلات خارجية
- سيرة ذاتية في مجموعة الإبادة الجماعية الكمبودية (CGG)
- سيرة ذاتية نسخة محفوظة 5 فبراير 2012 على موقع واي باك مشين. وزارة الخارجية الأرمينية.